# Artemio Gabriel Casas
Artemio Gabriel Casas (1911 - 1989) là một Giám mục người Philippines của Giáo hội Công giáo Rôma. Ông nguyên là Tổng giám mục chính tòa Tổng giáo phận Jaro. Trước đó, ông còn làm Giám mục Phụ tá Tổng giáo phận Manila và Giám mục chính tòa Giáo phận Imus.

## Tiểu sử
Tổng giám mục Artemio Gabriel Casas sinh ngày 20 tháng 10 năm 1911 tại Meycauayan, thuộc Philippines. Sau quá trình tu học dài hạn tại các cơ sở chủng viện theo quy định của Giáo luật, ngày 20 tháng 3 năm 1938, Phó tế Casas, 27 tuổi, tiến đến việc được truyền chức linh mục. Tân linh mục là thành viên của linh mục đoàn Tổng giáo phận Manila.
Sau gần 25 năm thực hiện công tác mục vụ trên cương vị là một linh mục, ngày 11 tháng 12 năm 1961, tin tức từ Tòa Thánh cho biết Giáo hoàng đã tuyển chọn và quyết định bổ sung linh mục Artemio Gabriel Casas vào hàng Giám mục, cụ thể bổ nhiệm làm Giám mục chính tòa Giáo phận Imus. Lễ tấn phong cho vị tân giám mục được cử hành vào ngày 24 tháng 2 năm 1962, với phần nghi thức chính yếu của việc truyền chức cử hành cách trọng thể bởi 3 giáo sĩ cấp cao. Chủ phong cho vị giám mục tân cử là hồng y Rufino Jiao Santos, Tổng giám mục chính tòa Tổng giáo phận Manila. Hai vị khác trong vai trò phụ phong là Tổng giám mục Juan Callanta Sison, Tổng giám mục Phó Tổng giáo phận Nueva Segovia và Giám mục Peregrin de la Fuente Néstar, O.P, Giám mục Địa phận Batanes and the Babuyan Islands. Tân giám mục chọn cho mình châm ngôn:Ministrando.
Sau 6 năm làm Giám mục trên cương vị người đứng đầu Giáo phận Imus, bất ngờ, ngày 4 tháng 9 năm 1968, tin tức từ Tòa Thánh loan báo về việc đã quyết định thuyên chuyển Giám mục Casas đến Tổng giáo phận Manila làm Giám mục phụ tá, đi kèm Danh hiệu Giám mục Hiệu tòa Macriana Minor. Khoảng thời gian làm giám mục Phụ tá của Giám mục Casas lại đột ngột kết thúc ngày 11 tháng 5 năm 1974, tin từ Tòa Thánh cấp báo về việc Giáo hoàng quyết định thăng vị Giám mục phụ tá Manila Casas lên làm Tổng giám mục chính tòa Tổng giáo phận Jaro.
Sau hơn 10 năm tại Jaro, ngày 24 tháng 10 năm 1985, Tòa Thánh loan báo chấp thuận đơn xin từ nhiệm của Tổng giám mục Casas vì lí do tuổi tác. Ông qua đời sau đó vào ngày 29 tháng 3 năm 1989.